# 레몽 도메네크
레몽 마뉘엘 알베르 도메네크(Raymond Manuel Albert Domenech, 1952년 1월 24일 ~ )는 프랑스의 축구 지도자로 현역 시절 포지션은 수비수였다.

## 선수 시절

### 클럽
1969년 올랭피크 리옹(1969-1977)에서 데뷔한 이후 1985년까지 RC 스트라스부르(1977-1981), 파리 생제르맹(1981-1982), 지롱댕 드 보르도(1982-1984), FC 뮐루즈(1984-1985) 등에서 활약하며 리옹의 1972-73년 쿠프 드 프랑스 우승, 1970-71년과 1975-76년 쿠프 드 프랑스 준우승, 1973년 트로페 데 샹피옹 우승, 스트라스부르의 리그 1 1978-79 우승, 파리 생제르맹의 1981-82년 쿠프 드 프랑스 우승, 보르도의 리그 1 1983-84 우승 등에 기여한 뒤 16년간의 프로 선수 생활을 마무리했다.

### 국가대표팀
1973년부터 1979년까지 단 8경기의 A매치 출장에 그쳤다.

## 지도자 경력
1985년 FC 뮐루즈의 감독으로 본격적인 지도자 커리어를 시작한 뒤 1989년부터 1993년까지 친정팀인 올랭피크 리옹의 감독을 역임했고 1993년부터 2004년까지 프랑스 U-21 대표팀의 감독을 맡아 1994년 UEFA U-21 축구 선수권 대회 4위, 1996년 UEFA U-21 축구 선수권 대회 3위, 2002년 UEFA U-21 축구 선수권 대회 준우승 등을 지휘했다.
이후 2004년 프랑스 A대표팀의 감독을 맡아 2006년 FIFA 월드컵에서 팀을 준우승으로 이끌었으나 UEFA 유로 2008에서는 1무 2패의 처참한 성적으로 조별리그에서 탈락했고 그 다음 대회인 2010년 FIFA 월드컵에서도 멕시코와 개최국 남아프리카 공화국에 충격패를 당하는 등 마찬가지로 1무 2패·A조 꼴찌로 2연속 메이저 대회 본선 조별리그 탈락의 수모를 당하며 2010년 월드컵 본선 종료 후 프랑스 대표팀 감독직에서 물러났다.

## 수상

### 선수

#### 클럽
올랭피크 리옹
- 쿠프 드 프랑스 : 우승 (1972-73), 준우승 (1970-71, 1975-76)
- 트로페 데 샹피옹 : 우승 (1973)

RC 스트라스부르
- 리그 1 : 우승 (1978-79)

파리 생제르맹
- 쿠프 드 프랑스 : 우승 (1981-82)

지롱댕 드 보르도
- 리그 1 : 우승 (1983-84)

### 지도자
프랑스 U-21
- UEFA U-21 축구 선수권 대회 : 준우승 (2002), 3위 (1996), 4위 (1994)

 프랑스
- FIFA 월드컵 : 준우승 (2006)